# Jørgen Lund (skuespiller)
 Der er flere personer med dette navn, se Jørgen Lund.
Niels Peter Jørgen Petersen (kendt som Jørgen Lund) (født 6. juli 1873 i København, død 9. maj 1941) var en dansk skuespiller og filminstruktør. Han var oprindeligt uddannet maler, men kom til Nørrebros Teater i 1893, indtil han syv år senere fortsatte på først Sønderbros Teater og efter ca. otte år på Frederiksberg Teater, samtidig med, at han formentlig debuterede på film hos først Nordisk Film i 1908 og derefter med sikkerhed kom til Biorama året efter. Han vendte senere tilbage til Nørrebros Teater og var desuden med i adskillige Fy og Bi-film i 1920'erne. Han virkede desuden også som kunst- og dekorationsmaler. Han er begravet på Bispebjerg Kirkegård.
Han deltog i seks revyer på Betty Nansen Teatret (1910-1915), én revy på Fønix Teatret (1916), 13 revyer på Nørrebros Teater (1911-1915, 1917-1920, 1922-1925), to på Sønderbros Teater (1905 og 1907) og tre i Tivoli (1908, 1917 og 1918). I perioden 1908 til 1932 medvirkede han i 48 stumfilm og tre spillefilm. Han instruerede desuden to stumfilm.

## Fílmografi
Han har deltaget i følgende spillefilm og stumfilm som enten skuespiller eller instruktør. 

### Spillefilm
- Han, hun og Hamlet (1932)
- Med fuld musik (1933)
- Ud i den kolde sne (1934)

### Stumfilm
Som skuespiller
- Den romerske Model (1908)
- Othello (1908)
- Stormen paa København den 11. februar 1659 og Gøngehøvdingen (1909)
- Capriciosa (1909)
- Faldgruben (1909)
- Apachepigens Hævn (1909)
- Elverhøj (1910)
- Fra det mørke København (1910)
- Københavnerliv (1911)
- Brudekjolen (1911)
- Lersøens Konge (1911)
- Det store Fald (1911)
- Hovmod staar for Fald (1911)
- Den svundne Lykke (1912)
- En slem dreng (1912)
- Mysteriet i Louvre (1912)
- Paa Livets Skyggeside (1912)
- Forstærkningsmanden (1912)
- Lumpacivagabundus (1912)
- Nana (1912)
- Et pokkers Pigebarn (1912)
- Pigernes Jenser (1912)
- Dr. Thürmers Motionskur (1913)
- Den trætte Frederik (1915)
- Digterens Drøm (1916)
- Fejl Etage (1916)
- Hævnens Nat (1916)
- Visitkortet (1917)
- Den forelskede Gullaschbaron (1917)
- Da Svigermoder kom (1918)
- Paa Bryllupsrejse  (1920)
- Ungkarleliv (1921)
- Kærlighed og Konditorkager (1921)
- Harems-Mystik (1921)
- Film, Flirt og Forlovelse (1921)
- Han, hun og Hamlet (1922)
- Kan Kærlighed kureres? (1923)
- Vore Venners Vinter (1923)
- Livets Karneval (1923)
- Ole Opfinders Offer (1924)
- Grønkøbings glade Gavtyve (1925)
- Dødsbokseren (1926)
- Lykkehjulet (1926)
- Vester-Vov-Vov (1927)
- Kraft og Skønhed (1928)
- Hallo! Afrika forude! (1929)
- Krudt med knald (1931)
- I kantonnement (1932)

Som instruktør
- Elverhøj (1910)
- Kærlighed ved Hoffet (1912)